# Solms (adelsätt)
Solms är en tysk adelsätt från trakten kring Darmstadt med vidsträckta jordbesittningar främst i Oberhessen, Brandenburg och Sachsen, påvisbar 1129, grevevärdighet 1226.
Den uppdelades på 1400-talet i de båda huvudlinjerna Solms-Braunfels (riksfurstlig värdighet 1742) och Solms-Lich, som återigen uppdelats i ett flertal grenar av vilka grenen Solms-Hohensolms-Lich 1792 erhöll riksfurstlig värdighet och grenen Solms-Baruth 1888 förlänades preussisk furstevärdighet för huvudmannen. Ättens stamgods innehade till mediatiseringen 1806 riksomedelbarhet.